# Ectopleura radiata
Ectopleura radiata är en nässeldjursart som först beskrevs av Uchida 1937.  Ectopleura radiata ingår i släktet Ectopleura och familjen Tubulariidae. Inga underarter finns listade i Catalogue of Life.